# 新加坡銀行同業拆息
新加坡銀行同業拆息（英語：Singapore Interbank Offered Rate，簡稱），是新加坡金融市場上的銀行與銀行同業之間的拆出、借入資金的息率。從廣義來說，SIBOR指有關的息率在新加坡時間中午11:00的定價。

## 新聞事件
- 2013年6月14日，新加坡金管局宣佈，對20家曾試圖操縱同業拆借利率或其他基準利率的銀行進行譴責，其中包括三家新加坡三家本地大銀行(星展銀行、華僑銀行、大華銀行)與17家外資銀行。並展開公眾諮詢，建議引入刑事責任打擊金融市場操控利率、匯率的行為。過去一年中對2007年至2011年間新加坡市場重要基準利率和匯率的計算過程進行復查，發現有133名交易員“試圖以不當方式對這些基準指標施加影響”。

### 被譴責銀行
遭譴責的20家銀行，其中包括三家新加坡三家本地大銀行（星展銀行、華僑銀行、大华银行）、與17家外資銀行。

### 事件原由
提交用於計算基準利率或匯率數據的機制存在漏洞。

### 懲罰要求
- 這些銀行：被責令向新加坡金管局繳納最高達12億新元（約合9.5億美元）的保證金。保證金沒有利息，直到金管局對其改進機製表示滿意才可拿回。
- 133名交易員：已受到其各自所在銀行的處罰。

要求部分銀行提取額外準備金，額度視不同銀行的違規程度而定。

### 事後檢討
- 新加坡金管局建議，在《證券和期貨法》中將操縱重要基準價格的行為列為刑事犯罪，由新加坡銀行協會負責計算的同業拆借利率、商業貸款基準利率以及一些外匯基準價都列入重要基準價格範疇。
- 新加坡銀行協會同日也宣佈，將改變一些基準價格的計算方式，盡可能摒棄以各銀行提交報盤價為基準的“調查式”計算方式，而採用根據市場實際交易結果計算各種基準價格的計算方式。